# 王希龙
王希龙（1942年—），男，江苏邳州人，中华人民共和国政治人物，曾任徐州市人民政府市长，第八届全国人大代表。